# Jan Nieszkowski
Jan Nieszkowski (ur. 8 lutego 1833 w Lublinie, zm. 1866 w Orenburgu) – polski przyrodnik, paleontolog, lekarz, powstaniec styczniowy.

## Życiorys
Pochodził z rodziny szlacheckiej, był synem Wilhelma Nieszkowskiego (zm. 1882), kapitana 5. Pułku Piechoty Liniowej Królestwa Kongresowego. Miał braci Zdzisława (1840–1897) i Władysława (zm. 1869), także lekarzy. Uczęszczał do gimnazjum w Słucku. Od 1853 do 1858 studiował na Uniwersytecie w Dorpacie nauki przyrodnicze i medycynę. Należał do stowarzyszenia studentów polskich „Ogół”, którego był sekretarzem, a także do korporacji akademickiej Konwent Polonia. Był członkiem studenckiego kółka przyrodniczego. W roku 1855 za osiągnięcia naukowe otrzymał złoty medal. Od 1858 członek rzeczywisty Dorpater Naturforschende Gesellschaft.
Był przyjacielem i współpracownikiem Benedykta Dybowskiego, Aleksandra Czekanowskiego, Gustawa Rupniewskiego i Friedricha Schmidta. W 1858 roku ukończył studia z tytułem kandydata filozofii i doktora medycyny.
Około 1859 opuścił Dorpat i prowadził praktykę lekarską w Brześciu Litewskim i Bobrujsku. Za udział w powstaniu styczniowym aresztowany i zesłany do Orenburga. Tam zmarł na tyfus.

## Dorobek naukowy

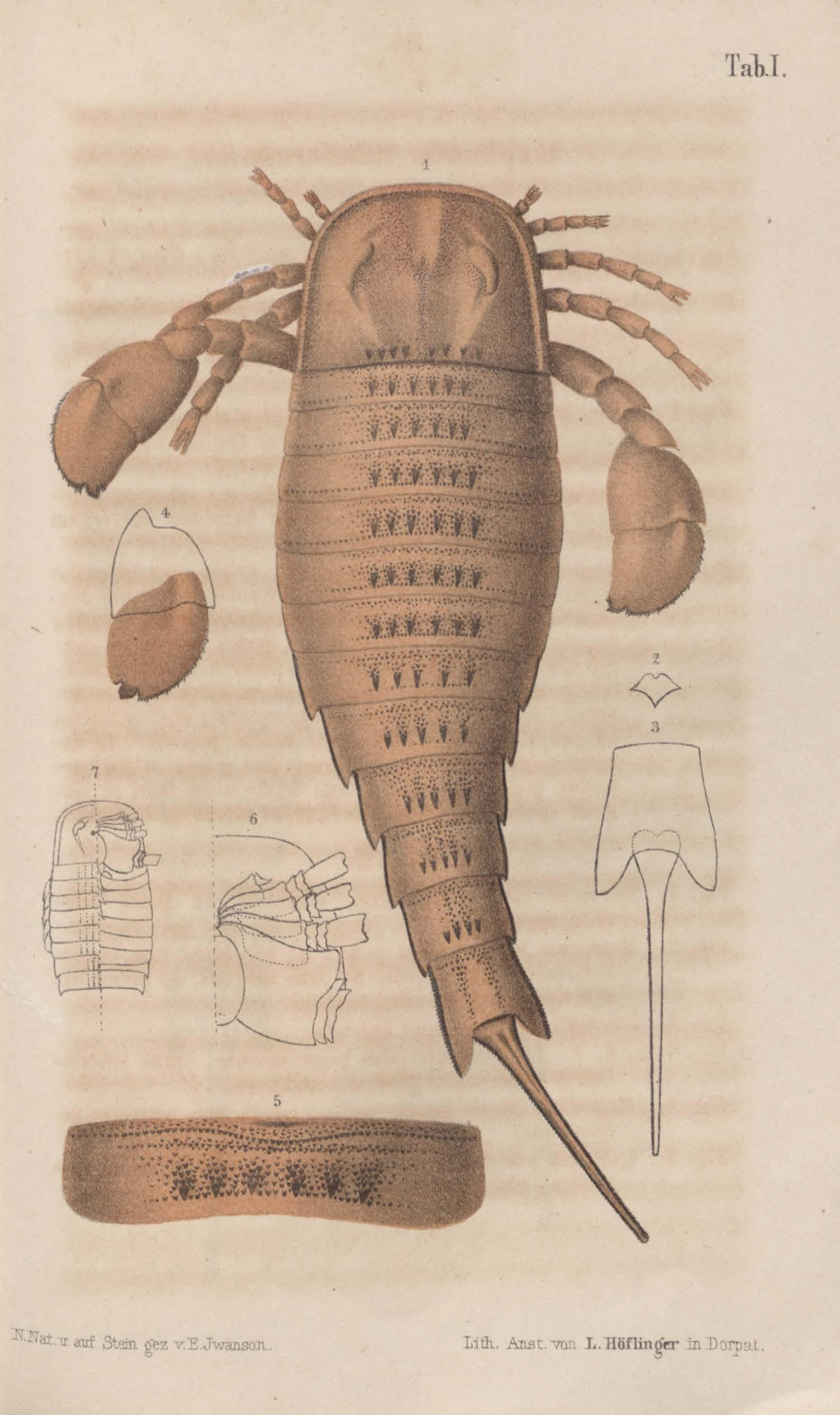
Tablica z rozprawy Nieszkowskiego o wielkoraku Eurypterus ramipes

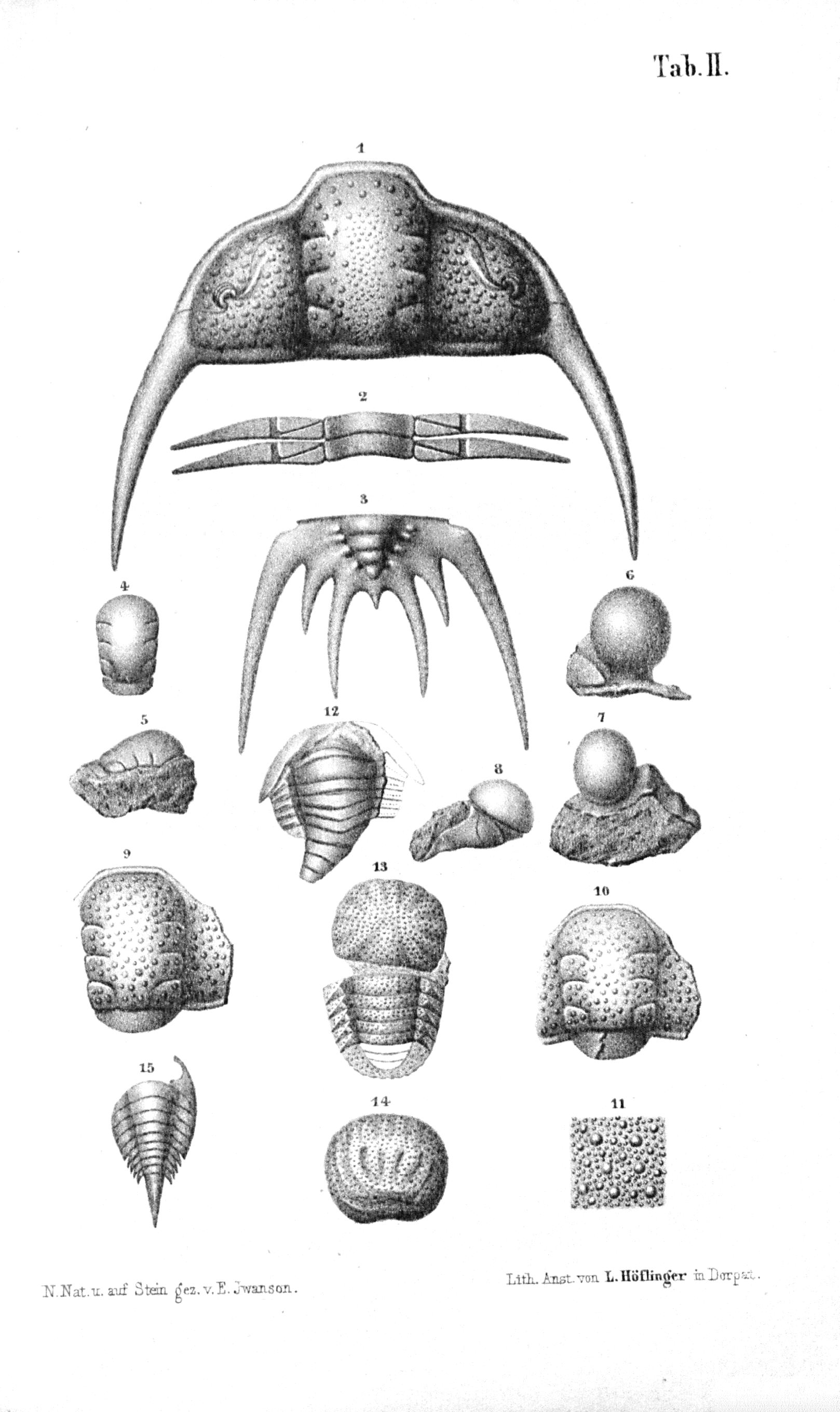
Tablica z monografii Nieszkowskiego poświęconej trylobitom Liwonii

W latach 1856 i 1857 wspólnie z Rupniewskim i Schmidtem prowadził poszukiwania skamieniałości na obszarze Estonii i wyspy Ozylii. W 1857 roku opublikował monografię poświęconą sylurskim trylobitom Liwonii i Estonii. Opisał w niej 15 gatunków nowych dla nauki i 23 gatunki nieznane wcześniej z tego obszaru. W opublikowanej w 1858 roku dysertacji doktorskiej opisał wielkoraka Eurypterus remipes. W kolejnym roku ukazało się uzupełnienie do pracy o trylobitach.
Gatunki opisane przez Nieszkowskiego:
- Asaphus lepidurus Nieszkowski, 1859
- Asaphus latisegmentatus Nieszkowski, 1857
- Bunodes rugosus Nieszkowski, 1859
- Cheirurus spinulosus Nieszkowski, 1857
- Cybelella rex (Nieszkowski, 1857)
- Exapinurus schrenkii Nieszkowski, 1859
- Hoplolichoides conicotuberculatus (Nieszkowski, 1859)
- Illaenus schmidti Nieszkowski, 1857
- Leiolichas illaenoides (Nieszkowski, 1857)
- Lichas conico-tuberculata Nieszkowski, 1859
- Lichas eichwaldi Nieszkowski, 1857
- Lichas margaritifer Nieszkowski, 1857
- Lichas platyura Nieszkowski, 1857
- Nieszkowskia cephaloceras (Nieszkowski, 1857)
- Phacops dubius Nieszkowski, 1857
- Proetus pulcher Nieszkowski, 1857
- Proetus ramisulcatus Nieszkowski, 1857
- Sphaerexochus cephaloceros Nieszkowski, 1857
- Sphaerexochus hexadactylus Nieszkowski, 1857
- Sphaerexochus pseudohemicranium Nieszkowski, 1859

## Eponimia
Na jego cześć nazwano rodzaj Nieszkowskia Schmidt, 1881 oraz gatunki Calymene (Pharostoma) nieszkowskii  Schmidt, 1894, Proetus nieszkowskii Männil, 1891, Asaphus nieszkowskii Schmidt, 1898, Ectomaria nieszkowskii (Schmidt, 1858).

## Prace
- Versuch einer Monographie der in den silurischen Schichten der Ostseeprovinzen vorkommenden Trilobiten. Dorpat: H. Laakmann, 1857
- Versuch einer Monographie der in den Silurischen Schichten der Ostseeprovinzen vorkommenden Trilobiten. Archiv für Naturkunde Liv-, Ehst- und Kurland Serie 1 (1), ss. 1–112 (1857)
- De euryptero remipede: dissertatio inauguralis. Dorpat: H. Laakmann, 1858
- Der Eurypterus remipes aus den obersilurischen Schichten der Insel Oesel. Archiv für die Naturkunde Liv-, Ehst- und Kurlands 1 (2), ss. 299-344 (1859)
- Zusätze zur Monographie der Trilobiten der Ostseeprovinzen: nebst der Beschreibung einiger neuen obersilurischen Crustaceen. Archiv für die Naturkunde Liv-, Ehst- und Kurlands Serie 1 (2), 345–384 (1859)